# Krigsåret 1883

## Pågående krig
- Mahdistupproret (1881-1899)

- Salpeterkriget (1879–1883)[1]
  - Peru och Bolivia på ena sidan.
  - Chile på andra sidan.

## Händelser
- 27-28 mars – Slaget vid Gia Cuc
- 19 maj – Slaget vid Cầu Giấy
- 10 juni – Slaget vid Huamachuco
- 15 augusti – Slaget vid Phủ Hoài
- 20 augusti – Slaget vid Thuận An
- 1 september – Slaget vid Palan
- 3-5 november – Slaget vid El Obeid

## Födda
- 6 mars – Vilho Nenonen, finländsk general.
- 25 april – Semjon Budjonnyj, marskalk av Sovjetunionen.
- 23 juli – Alan Brooke, brittisk fältmarskalk.
- 28 december – Carl Gustav Fleischer, norsk general.

## Avlidna
- 28 juli – Carlo di Persano, italiensk överbefälhavare.

### Fotnoter
1. ↑  ”World Statesmen”. http://www.worldstatesmen.org/WARS.html. Läst 28 juni 2011.